# Georg Friedrich von Saß
Georg Friedrich von Saß (* 22. November 1751 in Großenhof auf der Insel Dagö; † 3. August 1810 ebenda), Herr auf Kasty, war Assistent am Niederlandgericht in Arensburg und von 1800 bis 1806 öselscher Landrat und Landmarschall.

## Herkunft und Familie
Georg Friedrich stammte aus dem alt eingesessenen deutsch-baltischen Adelsgeschlecht von Saß, dessen Ursprung bis auf die Mitte des 15. Jahrhunderts zurückreicht. Sie waren Gutsbesitzer von Töllist, Kasty, Nurms, Kaunifer und Hannijal, sowie Pächter von Ilpel (Ösel). Sein Vater war der Landrat und Landmarschall Jürgen Friedrich von Saß (1715–1783), der mit Julie Sophie von Rehren (1715–1796) verheiratet war. Georg Friedrich heiratete in erster Ehe Martha Katharina von Paperitz (1747–1787) und in zweiter Ehe Johanna Beata von Güldenstubbe (1762–1836).

### Kinder erster Ehe
- Sophia Louise von Saß (1771–1775)
- Beata Friedericke von Saß (1773–1846), verheiratet mit Gustav Heinrich von Bartholomäi (1776–1857)
- Friedrich August von Saß (* 14. Januar 1775 in Kasti; † 12. Juli 1857 in Neapel), russischer General, Wahrer Staatsrat, ledig
- Otto Johann von Saß (1776–1831), Major, verheiratet mit Martha Elisabeth von Nolcken (1785–1866)
- Georg Reinhold von Saß (1778–1838), Oberst, verheiratet 1. Ehe Maria Catharina Gervais (1798–1816), 2. Ehe Christina Elisabeth von Güldenstubbe (1802–1872)
- Anna Elisabeth von Saß (1780–1809), verheiratet mit Carl Johann Friedrich Mickwitz (1781–1821), Pastor
- Peer von Saß (1782–1832)

### Kinder zweiter Ehe
- Balthasar Heinrich von Saß (1789–1848), Landgerichts-Assessor, Kirchenspielrichter, verheiratet  in 1. Ehe mit Charlotte Wilhelmine von Weymarn (1801–1934) und in 2. Ehe mit Caroline Antoinette von Luce (1806–1886)
- Eleonore Wilhelmine von Saß (* 1790) verheiratet mit Christoph Ludwig von Nolcken (1784–1855)
- Marie Juliane von Saß (1790–1810), verheiratet mit Johann Christoph von Nolcken (1787–1861), Landgerichts-Sekretär
- Ferdinand Alexander von Saß (1794–1873), Landrat, verheiratet mit Karoline Helene von Poll (1800–1876)
- Karl Nikolaus von Saß (1791–1810)
- Peer Anton von Saß[1] (auch Peter Anton, * 23. April 1782 in Kasti; † 1832), russischer Major, Landrat und Landmarschall von Ösel in den Jahren  1816 bis 1818. Er war mit Juliane Friederike von Luce (* 1786) verheiratet. Ihre Nachkommen waren:
  - Julie von Saß (* 1813), verheiratet mit Johan Karl Ludwig Meder (1802–1878), Kreisfiskal und Titularrat
  - Johanna Sophie von Saß (1814–1886), verheiratet mit Adalbert Müller († 1881), Stabskapitän und Forstmeister
  - Ludwig Friedrich von Saß (1816–1824)
  - Peter Julius von Saß (* 1817)
  - Wilhelm (Vasili) von Saß (1819–1893), Stabskapitän, verheiratet mit Julie Auguste Beate von Sass (1821–1906).